# Hygino Corsetti
Hygino Caetano Corsetti (Caxias do Sul, 26 de fevereiro de 1919 — Rio de Janeiro, 25 de abril de 2004) foi um militar e político brasileiro. Foi Ministro das Comunicações durante o governo do presidente Emílio Médici, entre 1969 e 1974.

## Biografia
Hygino nasceu em Caxias do Sul, na região serrana do estado do Rio Grande do Sul, em 26 de fevereiro de 1919. De uma família de ascendência italiana, frequentou o Colégio Nossa Senhora do Carmo, em sua cidade natal, e o Colégio Júlio de Castilhos, em Porto Alegre. Em 1939, ingressou na Escola Militar do Realengo. Em 1945, durante a Segunda Guerra Mundial, comandou a 14ª Companhia Independente de Transmissão, em Natal. Em 1946, concluiu o curso da Escola de Comunicações do Exército Brasileiro. Posteriormente foi instrutor na Academia Militar das Agulhas Negras (AMAN), em Resende. Promovido a major em setembro de 1952, foi instrutor-chefe do curso de eletricidade e eletrônica da Escola de Comunicações, e organizou o curso de comunicações da AMAN, criado em 1956.
Com a posse do presidente Emílio Médici, em outubro de 1969, Hygino foi nomeado como Ministro das Comunicações. Entre as realizações de sua administração, destacaram-se a implantação do sistema de discagem direta a distância (DDD) e o início das transmissões de TV em cores em fevereiro de 1972, com a transmissão da Festa da Uva daquele ano. Em sua gestão, também foi criada a Telebrás, a empresa estatal que deteve o monopólio da telefonia no Brasil até 1998. Deixou o Ministério das Comunicações em março de 1974, na ocasião do fim do mandato de Emílio Médici.
Após a sua saída do Ministério das Comunicações, foi presidente do conselho diretor da multinacional NEC Brasil, cargo no qual ficou até 1980. Em agosto de 1977, em entrevista ao Jornal do Brasil, defendeu o fim do bipartidarismo criado em outubro de 1965 pelo Ato Institucional nº. 2. Em 1980, foi presidente do conselho de administração da Madal (atual Palfinger), uma empresa fabricante de guindates e empilhadeiras sediada em Caxias do Sul.
Faleceu no Rio de Janeiro, em 25 de abril de 2004, aos 85 anos.

## Legado
Em homenagem póstuma, por meio da Portaria nº 254, de 12 de maio de 2006, a Escola de Comunicações do Exército Brasileiro, sediada no Rio de Janeiro, foi renomeada como Escola de Comunicações Coronel Hygino Corsetti.